# Ляскі (Підляське воєводство)
Ляскі (пол. Laski) — село в Польщі, у гміні Збуйна Ломжинського повіту Підляського воєводства.
Населення — 273 особи (2011).
У 1975-1998 роках село належало до Ломжинського воєводства.

## Демографія
Демографічна структура станом на 31 березня 2011 року:
|          | Загалом | Допрацездатний вік | Працездатний вік | Постпрацездатний вік |
| -------- | ------- | ------------------ | ---------------- | -------------------- |
| Чоловіки | 140     | 38                 | 84               | 18                   |
| Жінки    | 133     | 30                 | 69               | 34                   |
| Разом    | 273     | 68                 | 153              | 52                   |